# Tim Kempton
Timothy Joseph Kempton, (nacido el 25 de enero de 1964 en Jamaica, Nueva York) es un exjugador de baloncesto estadounidense. Con 2.08 de estatura, su puesto natural en la cancha era el de pívot. Su hijo Tim Kempton Jr. también es jugador de baloncesto.

## Trayectoria
- Los Angeles Clippers (1986-1987)
- Napoli Basket (1987-1988)
- Charlotte Hornets (1988-1989)
- Denver Nuggets (1989-1990)
- Scaligera Verona (1990-1992)
- Phoenix Suns (1992-1994)
- Charlotte Hornets (1994)
- Aresium Milano (1994)
- Cleveland Cavaliers (1994)
- Limoges CSP (1994-1995)
- Atlanta Hawks (1995-1996)
- Club Bàsquet Girona (1996)
- San Antonio Spurs (1996)
- Galatasaray (1996)
- Orlando Magic (1997)
- Toronto Raptors (1997-1998)
- La Crosse Bobcats (1998)
- Club Bàsquet Girona (1998-1999)
- Baloncesto León (1999-2000)